# Veïnat de l'Església (Toès)
El Veïnat de l'Església, o, simplement, L'Església, és un dels tres veïnats que constitueixen el nucli principal de la comuna de Toès i Entrevalls, a la comarca del Conflent, de la Catalunya del Nord.
Està situat a 883,9 metres d'altitud, una mica enlairat a la dreta de la Tet, al damunt i sud-est de Toès d'Entrevalls, o el Bac.